# Real Polícia Montada do Canadá
A Royal Canadian Mounted Police (RCMP) (em francês: Gendarmerie Royale du Canada (GRC)), também conhecida nos países de língua portuguesa pela sua tradução Real Polícia Montada do Canadá ou Gendarmeria Real do Canadá, é a organização policial nacional e federal do Canadá, constituindo a maior força de segurança do país, e é mais conhecida como Mounties. A corporação canadense é a única do mundo em manter um policiamento federal, estadual e municipal numa só organização em todo o Canadá. A Polícia Montada do Canadá fornece o serviço de policiamento federal para todo o Canadá e serviços de policiamento sob contrato para os três territórios, oito províncias, mais de 190 municípios, 184 comunidades aborígenes e três aeroportos internacionais.
A RCMP foi fundada em 1920 através da fusão da Royal Northwest Mounted Police (Real Polícia Montada do Noroeste, fundada em 1873) com a Dominion Police (fundada em 1868). O primeiro foi originalmente chamado de North-West Mounted Police (Polícia Montada do Norte-Oeste) e foi dada o prefixo Royal (em português: Real) pelo Rei Eduardo VII do Reino Unido em 1904. Grande parte da atual organização e o simbolismo foi herdado durante a época da Real Polícia Montada do Noroeste, incluindo a distinta vestimenta dos policiais, o patrimônio paramilitar e mitos existentes, como uma proteção de fronteira. As sigla RCMP/GRC é uma marca registrada descrita em lei.

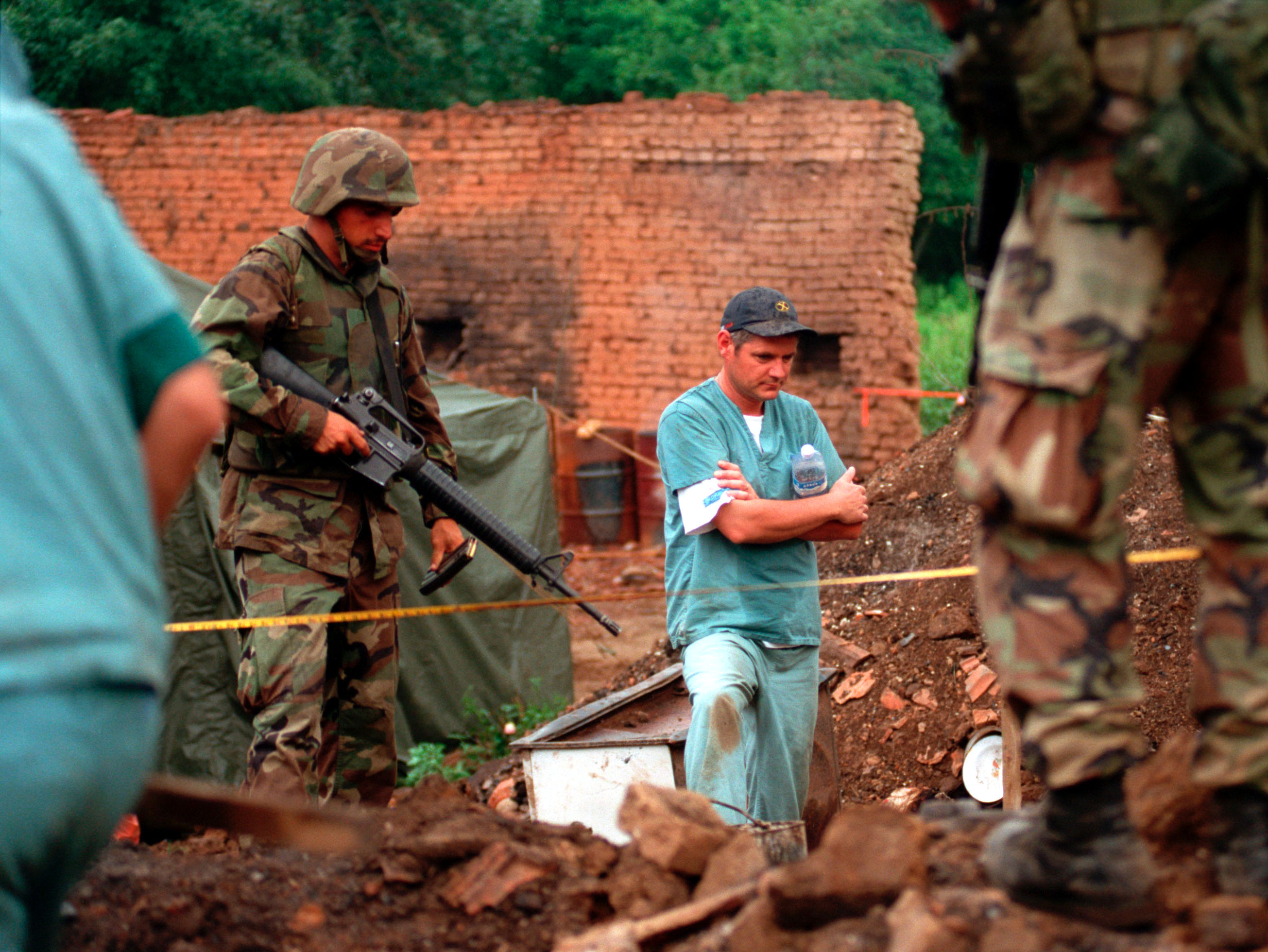
Legistas forenses da RCMP investigando túmulo em uma vila em Kosovo no dia 1 de julho de 1999.

Como uma força nacional de polícia do Canadá, a RCMP é a principal responsável pelo cumprimento das leis federais em todo o Canadá,enquanto a lei geral e da ordem, incluindo a aplicação do Código Penal e das legislações provinciais é constitucionalmente de responsabilidade das províncias e territórios. Essa responsabilidade é as vezes delegado para os municípios que podem formar seus próprios departamentos de polícia municipal, sendo isso comum nas maiores e principais cidades do Canadá. As duas províncias mais populosas do Canadá (Ontário e Quebec) mantém suas próprias forças provinciais: a Ontario Provincial Police e a Sûreté du Québec. As outras oito províncias do Canadá optaram contratar a maior parte ou todas as suas responsabilidades de policiamento provincial da RCMP.
Sob esses contratos, a RCMP fornece linha de frente de policiamento nas províncias sob a direção dos governos provinciais em matéria de aplicação de leis municipais e provinciais. Quando a província de Newfoundland se juntou a federação do Canadá em 1949, a RCMP entrou na província e incorporou a Newfoundland Rangers, a força policial da província anteriormente e assim assumindo responsabilidades nessa área. Hoje, a Royal Newfoundland Constabulary, outra força policial provincial do Canadá, tem recuperado algumas jurisdições dentro da província. Nos três territórios do país, a RCMP é a única força policial territorial existente. Além disso, muitos municípios canadenses contratam a RCMP para servir como força policial, fornecendo assim policiamento de ruas a nível municipal e federal.
A RCMP é responsável por uma grande amplitude de deveres. Sob sua jurisdição federal, a RCMP prevê o policiamento em todo o Canadá, incluindo Ontário e Quebec que possuem suas próprias polícias provinciais, operações federais para o cumprimento da lei, incluindo assim o combate ao crime comercial, falsificação, tráfico de drogas, integridade das fronteiras, crime organizado e outros assuntos relacionados como combate ao terrorismo e segurança interna, fornecendo serviços de proteção para o monarca, o Governador Geral,Primeiro-Ministro, suas famílias e residências, outrosministros da Coroa, dignitários, missões diplomáticas e participação em várias campanhas internacionais de policiamento. No âmbito provincial e municipal, os contratos que asprovíncias possuem com a RCMP permite que os policiais montados possam fazer policiamento em todas as áreas fora de Ontário e Quebec que não possuem uma força policial estabelecida. Há destacamentos policiais localizados em pequenas aldeias no extreno norte do Canadá, reservas nacionais de proteção ambiental e cidades do interior, mas também grandes cidades como Surrey, a oeste do país, com aproximadamente 395 mil habitantes. Nessas províncias, a RCMP mantém unidades de investigação que dão suporte aos seus destacamentos próprios das forças policiais dos municípios, incluindo a investigação de crimes graves comohomicídios,  serviço de identificação forense, o serviço de cão policial, equipes de emergências, a eliminação de explosivos, entre outros. No âmbito do seu ramo de serviços como polícia nacional, a RCMP presta apoio a todas as forças policiais no Canadá através da operação de serviços de apoio, como o Centro de Informação da Polícia Canadense, o Serviço de Inteligência Criminal do Canadá, Serviço de Identificação e de Ciência forense, Programa de Armas de Fogo canadenses e o Colégio da Polícia Canadense.
O Serviço de Segurança da RCMP foi uma polícia de inteligência especializada no ramo de combate a crimes contra a segurança nacional, porém foi substituído pelo Serviço de Inteligência de Segurança Canadense em 1984, logo após da revelação ilegal sobre as operações secretas relativas ao movimento separatista da província de Quebec. O Serviço Canadense de Inteligência de Segurança não pertence ao RCMP, mas advém dos antigos serviços secretos da organização.
Os deveres, a conduta e as diretrizes operacionais, além dos relatórios a serem feitos são definidos num documento detalhado, conhecido como Commissioner's Standing Orders.

## Responsabilidades Internacionais
A RCMP International Operations Branch auxilia a The Liaison Officer (programa para dissuadir a criminalidade internacional relativo ao direito penalcanadense). A IOB é uma secção da Interpol onde faz parte a RCMP e a International Operations Directorate. Trinta e cinco agentes de ligação são colocados em 25 países e são responsáveis pela organização canadense na investigação de crimes, desenvolver e manter o intercâmbio sobre informação criminal, especialmente sobresegurança nacional, prestando assistência técnica em investigações que afetam diretamente o Canadá e para coordenar e auxiliar os oficiais da RCMP em empresas estrangeiras e representar a RCMP em reuniões internacionais.
- Washington, D.C.
- Miami
- Cidade do México
- Bogotá
- Caracas
- Brasília
- Santo Domingo
- Port of Spain, Trinidad e Tobago
- Londres
- Paris
- Berlim
- Haia
- Roma
- Nova Déli
- Islamabade
- Bancoque
- Hong Kong
- Pequim
- Kuala Lumpur
- Rabat
- Pretória
- Amã
- Dubai

## História

### North-West Mounted Police

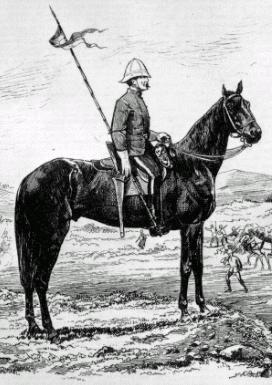
Um policial da North-West Mounted Police em 1875.

A RCMP teve início como North-West Mounted Police. A polícia foi criada por uma ato de regulamentação do Conselho Temporário do Noroeste (primeiro governo dos Territórios do Noroeste). A lei foi aprovada pelo Governo do Canadá e a guarda estabelecida em 23 de maio de 1873 pela Rainha Vitória com a recomendação do primeiro-ministro canadense John A. Macdonald, com intuito de trazer a ordem e a lei e afirmando a soberania sobre os Territórios do Noroeste. A necessidade era particularmente urgente, pois de acordo com relatórios apresentados pelas empresas produtoras de uísquenorte-americano ao governo do Canadá, entre elas a Fort Whoop-Up, existia instabilidades causadas na região por caçadores, nativos e moradores que prejudicavam no tráfego de veículos dos norte-americanos, um exemplo disso foi o Massacre de Cypress Hills envolvendo caçadores de lobos na busca de ladrões de cavalos e outros pertences resultando no final em uma chacina. A nova força policial foi inicialmente chamada de North West Mounted Rifles (em português: Montaria Armada do Noroeste), mas a proposta do nome foi rejeitado por soar demasiadamente militar na época, já que o primeiro-ministro John A. Macdonald não queria criar conflitos com os indígenas e os norte-americanos. No entanto, a nova força policial foi organizada dentro dos moldes do regimento de cavalaria do Exército Britânico, sendo que esse usava uniformes vermelhos. A North-West Mounted Police foi modelada na Real Guarda Irlandesa, uma força policial civil paramilitar mista, sendo uma tropa montada e outra a pé sob a autoridade do que era então o  Reino Unido da Grã-Bretanha e Irlanda. O primeiro comissário da NWMP, o Coronel George Arthur French visitou a Irlanda para conhecer os métodos a serem espelhados.
A força policial, inicialmente comanda pelo Coronel French, foi montada em Fort Dufferin, ao sul de Manitoba. Partiram dali em 8 de julho de 1874 em marcha para a região que hoje é a província de Alberta. O grupo era formado por 22 oficiais, 287 homens - chamados policiais e sub-policiais - 310 cavalos, 67 vagões, 114 carros de boi, 18 juntas de gado, 50 vacas e 40 bezerros. Um relato pictórico da viagem foi registrada em um diário pertencenten a Henri Julien, um artista da Canadian Illustrated News que acompanhou a expedição. O destino da tropa era a fábrica de uísque da Fort Whoop-Up localizada notoriamente na junção dos rios Oldman e Belly. Ao chegaram na fábrica a tropa montada encontra a fábrica abandonada, continuando a sua viagem indo a poucos quilômetros a oeste com destino para uma ilha no Rio Oldman, nomeando-a de Fort MacLeod.
Os historiadores tem especulado que o fracasso da 1874 March West não estaria completamente terminada, segundo a visão do governo canadense em assentar e colonizar a região para o oeste do país, todavia poderia essa uma estratégia a ser adiada por muitos anos. O governo também poderia ter convencido a Canadian Pacific Railway para projetar uma rota de linha férrea mais ao norte para a construção de sua ferrovia transcontinental, onde essa nova rota poderia passar por uma região já mapeada e com situação parcialmente bem resolvida, facilitando a ocupação da região, podendo fazer a passagem do vale do Rio North Saskatchewan através da Yellowhead Pass (um passo de montanha localizada na Divisória Continental do Canadá, dando assim acesso a Prince Albert, Batlleford e Edmonton, como foi originalmente proposto pelo engenheiro Sandford Fleming. O engenheiro teria oferecido qualquer justificação econômica para a existência de cidades como Brandon, Regina, Moose Jaw, Swift Current, Medicine Hat e Calgary, porém isso poderia trazer interesse ao expansionismo norte-americano que ocorrera época levando a crer que as planícies localizadas ao sul das pradarias canadenses não seriam ocupadas.
As atividades primordiais da NWMP, além de já incluir proteger o comércio de uísque, fazer acordos com os nativos do país, que possibilitando assim a regulamentação da segurança e da ocupação de várias regiões. Dessa maneira, os acordos com os nativos tornavam os comandantes das forças policiais organizadas na ocasião em meros juízes de paz, permitindo assim a autoridade magistral dentro da jurisdição da Polícia Montada. Nos primeiros anos, a NWMP dedicava-se ao cumprimento de leis propostas e sancionadas pelo acordos com os nativos, dando sua autoridade não somente a Coroa britânica, mas também em nome dos nativos da região que ocupavam, incentivando assim a aproximação e o bom relacionamento dos nativos do Canadá com a  Coroa. No verão de 1876, Touro Sentado e milhares de índios Sioux fugiram do Exército dos Estados Unidos e foram em direção a região que hoje é o sul de Saskatchewan. James Morrow Walsh da infantaria da NWMP na região, acolheu os indígenas no Parque Regional Wood Mountain, localizada próximo da região de destino dos indígenas e de Touro Sentado, e tomando para si a tarefa de resolução do impasse entre os EUA e os indígenas, fazendo com que a região ao sul de Saskatchewan não tivesse mais problemas desse tipo. Em 1885, o NWMP ajudou a sufocar a Rebelião de Saskatchewan liderado por Louis Riel, onde, especialmente na Batalha de Duck Lake onde os rebeldes tiveram grandes perdas e poucos ficaram vivos.

### A Corrida do Ouro emYukon

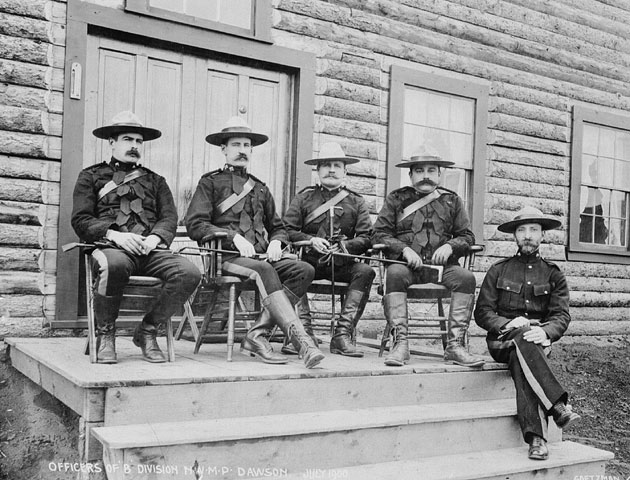
Oficiais da North-West Mounted Police em Yukon (1900).

Em 1896, preocupado com a influência crescente de mineirosnorte-americanos e do comércio de bebidas alcoólicas, ogoverno do Canadá enviou o inspetor Charles Constantine para averiguar a região de Yukon e fazer um relatório sobre as condições da região. Após chegar a Yukon e entender o panorama que conheceu da região, Charles previu corretamente sobre a corrida do ouro que aconteceu na região e recomendou urgentemente que o  governo do Canadá enviasse tropas a região para assegurar a soberania canadense, além de cobrar os direitos aduaneiros sobre as mercadorias circulantes. No ano seguinte, Charles Constantine voltou de Yukon junto com uma tropa de 20 homens sob seu comando. Com o comando de Charles, e de seu sucessor Sam Steele, a NWMP destacou-se durante a Corrida do Ouro de Yukon (iniciada em 1896) tornando-se uma das forças policiais mais ordeiras e pacíficas da história. A NWMP não só aplicada lei penal, mas também cobrava os direitos aduaneiros e estabelecia uma série de regras para a extração do ouro na região, como por exemplo, a exigência de uma carga mínima de mercadorias e alimentos para os garimpeiros entrem em Yukon, evitando assim complicações de saúde para o Canadá e sociais, como assaltos, furtos, provocados por necessidades básicas que podiam inexistir em certas regiões de extração em Yukon. Também existia as inspeções obrigatórias de barcos com destino ao Rio Yukon e a criação do Blue Ticket, usado para expulsar indesejáveis da região. A Polícia Montada, porém, tolerou certas atividades ilegais na região como a prostituição e jogos de azar e a NWMP não teve sucesso em estabelecer a ordem e a soberania canadense emSkagway (no atual Alaska), onde localizava-se a entrada do Canal Lynn que dava acesso ao Rio Chilkat (considerável saída de fluxo de mercadorias). A perda do Distrito de Skagway para os EUA foi questionada pelo fato de preferirem reconquistar o Canal Lynn do que criar um posto aduaneiro no Passe de Chilkoot nas  Montanhas Costeiras do Canadá. Ao mesmo tempo, a dissolução da NWMP estava sendo discutida na Câmara dos Comuns, porém os garimpeiros em Yukon ficaram tão impressionados com o comportamento da Polícia Montada que essa se tornou mundialmente conhecida e sua continuidade foi assegurada na região.

### Evolução da Polícia Montada
A competência da NWMP sobre Yukon foi estendida para o norte dessa mesma região em 1895 e para a região da costa do Ártico (atual região de Nunavut) em 1903 através da criação de um posto da Polícia Montada em Cape Fullerton. Em junho de 1904, o prefixo Royal (em português: Real) foi condecorado pelo Rei Eduardo VII do Reino Unido. A competência da NWMP foi estendida para as províncias recém criadas de Alberta e Saskatchewan em 1905, e de Manitoba, logo após a sua anexação ao território do Canadá em 1912. Durante a Primeira Guerra Mundial, a RNWMP ficou responsável pelo "patrulhamento das fronteiras, a vigilância de estrangeiros inimigos e a aplicação de regras para a segurança nacional". Em 1917, os contratos de policiamento nas províncias que existiam foram encerradas e as tropas da RNWMP ficaram responsáveis pelas jurisdições das províncias de Alberta, Saskatchewan e nos Territórios. Em 1918, no entanto, foi estendia para jurisdição da RNWMP a todas as quatro províncias ocidentais (Colúmbia Britânica, Alberta, Saskatchewan e Manitoba). Um esquadrão foi implantado em Vladivostok, na Rússia, no final de 1918 como parte da Força Expedicionária Siberiano-Canadense. Seis meses depois, em junho de 1919, o RNWMP foi chamada para reprimir a greve geral na capital de Manitoba, Winnipeg. Policiais atiraram contra a multidão de grevistas, matando duas pessoas e causando ferimentos a trinta outras. Outro ataque desta escala nunca mais foi visto, porém os confrontos entre os grevistas e RNWMP continuava. Policiais montados mataram três grevista em 1931 durante uma greve de mineiros de carvão em Bienfait, Saskatchewan. Estes incidentes não ajudavam a imagem do RNWMP, que, desde o fim da Primeira Guerra Mundial estava sendo encarada como uma instituição ultrapassada, sendo considerada adequada para policiamento de fronteira no século XIX do que com a industrialização do século XX no Canadá.
Durante o comando do Comissário Aylesworth Perry da RNWMP, entre os anos de 1900 a 1922, a força policial foi confrontada com uma dissolução que foi revertida no ano de 1920 com a fusão da RNWMP com a Dominion Police e sendo rebatizada de Royal Canadian Mounted Police. A nova organização foi encubida de aplicar as leis federais em todas as províncias e territórios do Canadá e imediatamente começaram a estabelecer seu papel como uma polícia moderna na segurança nacional do Canadá, bem como assumir a responsabilidade no combate a espionagem.
Como parte de sua segurança nacional e as funções da inteligência, a RCMP foi responsável na infiltração em qualquer grupo político ou étnico que eram considerados perigosos para a ordem existente no Canadá. Isso incluía o Partido Comunista do Canadá, mas também uma variedade de intelectuais nacionalistas e culturais pertences a grupos minoritários. A força policial também esteve profundamente envolvida nas questões de imigração e, especialmente, de deportação de suspeitos terroristas. A Polícia Montada inquietava-se especialmente com o grupos de ucranianos nas principais cidades, pois eram considerados unilateralmente nacionalistas e socialistas.  A comunidade chinesa também foi alvo, devido a ligações de indivíduos dentro da comunidade com o tráfico de ópio. Historiadores estimam que só 2% da  comunidade chinesa foi realmente deportada entre 1923 e 1932, em grande parte sob as disposições previstas pela Opium and Narcotics Drugs Act (Lei das Drogas  Entorpecentes e do Ópio) vigente no Canadá. Além de novas responsabilidades da RCMP sobre a inteligência, combate a drogas e deportação, a RCMP também prestou assistência a vários outros órgãos federais, como estabelecer na prática a instalação de internatos em comunidades nativas do Canadá

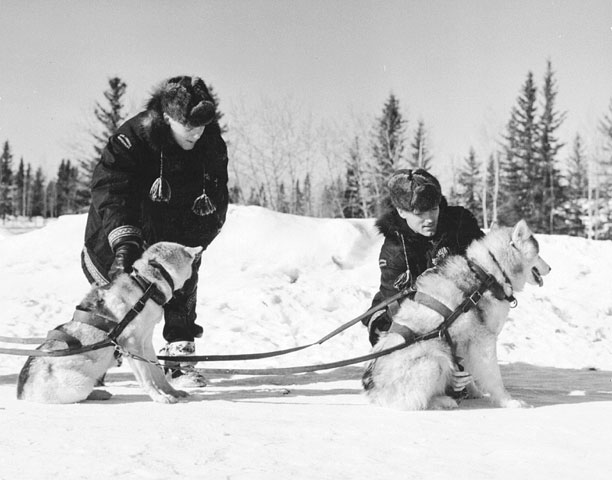
Patrulhamento da RCMP com cães de trenó em 1957.

Em 1935, o RCMP, colaborando com o Serviço de Polícia de Regina, abafou uma manifestação de camponeses que seguiam em direção de Ottawa como forma de protesto as péssimas condições no campo e de salários durante a Grande Depressão. No confronto, um policial e um manifestante morreram.
A RCMP possuía policiais especiais para ajudar no combate a greves no período entre guerras. Por um breve período no final de 1930, uma milícia de jovens voluntários conhecidos como The Legion of Frontiersmen (em português: Legião de Fronteira) foram filiados a RCMP. Muitos policiais da RCMP pertenciam a essa organização que foi elaborado para servir como uma força auxiliar da RCMP. Nos últimos anos, o grupo voluntário exerceu funções especiais dentro da organização, tais como policiamento de aeroportos e, em certas províncias canadenses, policiamento de fóruns.
Em 1932, navios e tripulantes de serviços preventivos da Receita Federal canadense foram absorvidos pela RCMP, criando assim a RCMP Marine Section. A aquisição pela RCMP da escuna St. Roch facilitou a eficácia da primeira patrulha do território ártico do Canadá. Foi a Roch o primeiro navio a navegar pela Passagem do Noroeste de oeste para leste (de 1940 a 1942), o primeiro navio a navegar a passagem uma estação do ano (de Halifax a Vancouver em 1944), o primeiro a navegar de qualquer forma através da passagem em uma temporada , e um dos primeiros a circunavegar a América do Norte(1950).
O trabalho de combate a espionagem foi transferido da Departamento de Investigação Ciminal da RCMP para um ramo especializado da inteligência da própria polícia montada, a RCMP Security Service (Serviço de Segurança da RCMP), em 1939

### Pós-guerra
Em 1 de abril de 1949, a província de Terra Nova entrou na confederação completa com o Canadá e os policiais da Rangers Newfoundland responsável pela segurança da província foram incorporados a RCMP.
Em 1945, após a deserção do criptólogo soviético Igor Gouzenko, e sua saída da embaixada da União Soviética com 109 documentos sobre a espionagem soviética na América do Norte fizeram o Serviço de Segurança da RCMP implementar medidas para manter longe espiões dentro do serviço público.
A Rainha Elizabeth II aprovou em Regina, Saskatchewan no dia 4 de julho de 1973 o novo distintivo da RCMP em gratidão por parte da soberana sobre a homenagem dada pela RCMP ao entregar como presente uma remodelada tapeçaria.
No final dos anos 70, surgiram revelações de que o Serviço de Segurança da RCMP teve no seu decurso de suas funções de inteligência envolvido-se em crimes como a queima de um celeiro e roubo de documentos do Partido Quebequense, que defende a independência de Quebec. Isso levou à Comissão Real de Inquérito sobre determinadas atividades da RCMP, a comissão ficou mais conhecida como a Comissão McDonald ao nomear como presidente da referida comissão o Sr. Justice David Cargill McDonald. A comissão recomendou que as funções da força de inteligência deveriam ser removidas em favor da criação de uma agência de inteligência separada, o Serviço de Inteligência de Segurança Canadense.

### Atualmente

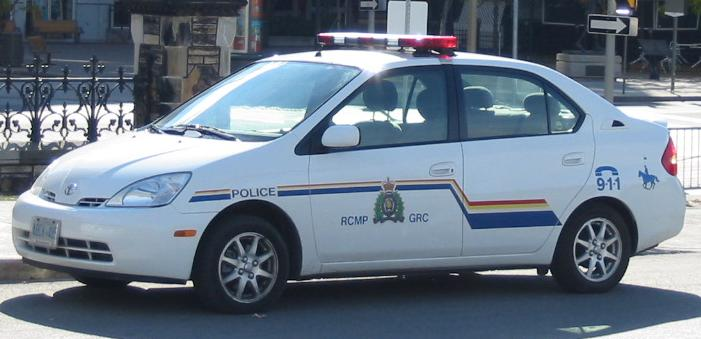
Uma viatura da RCMP (na imagem um Toyota Prius) em Ottawa.

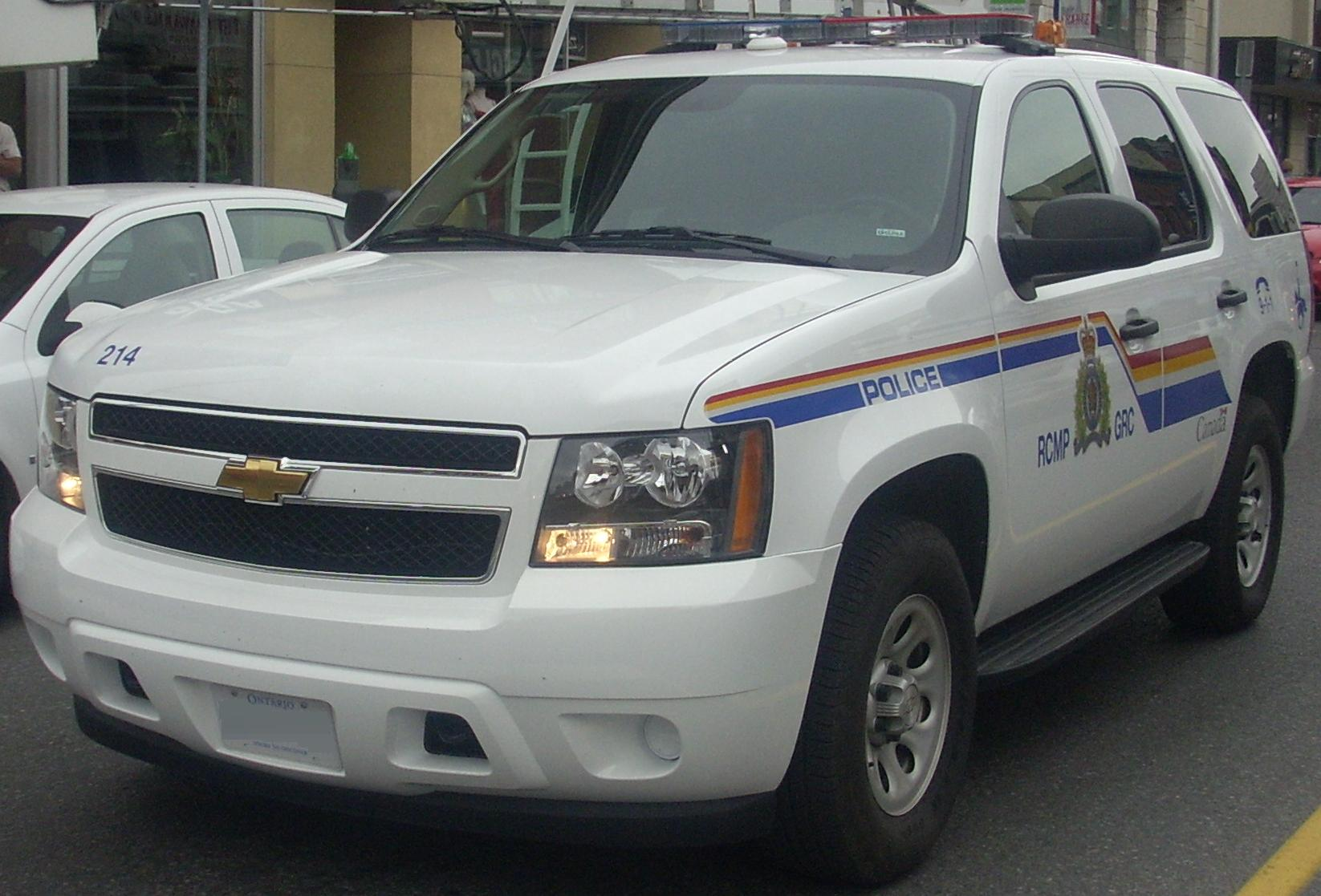
Uma viatura Chevrolet Tahoe da RCMP em Ottawa.

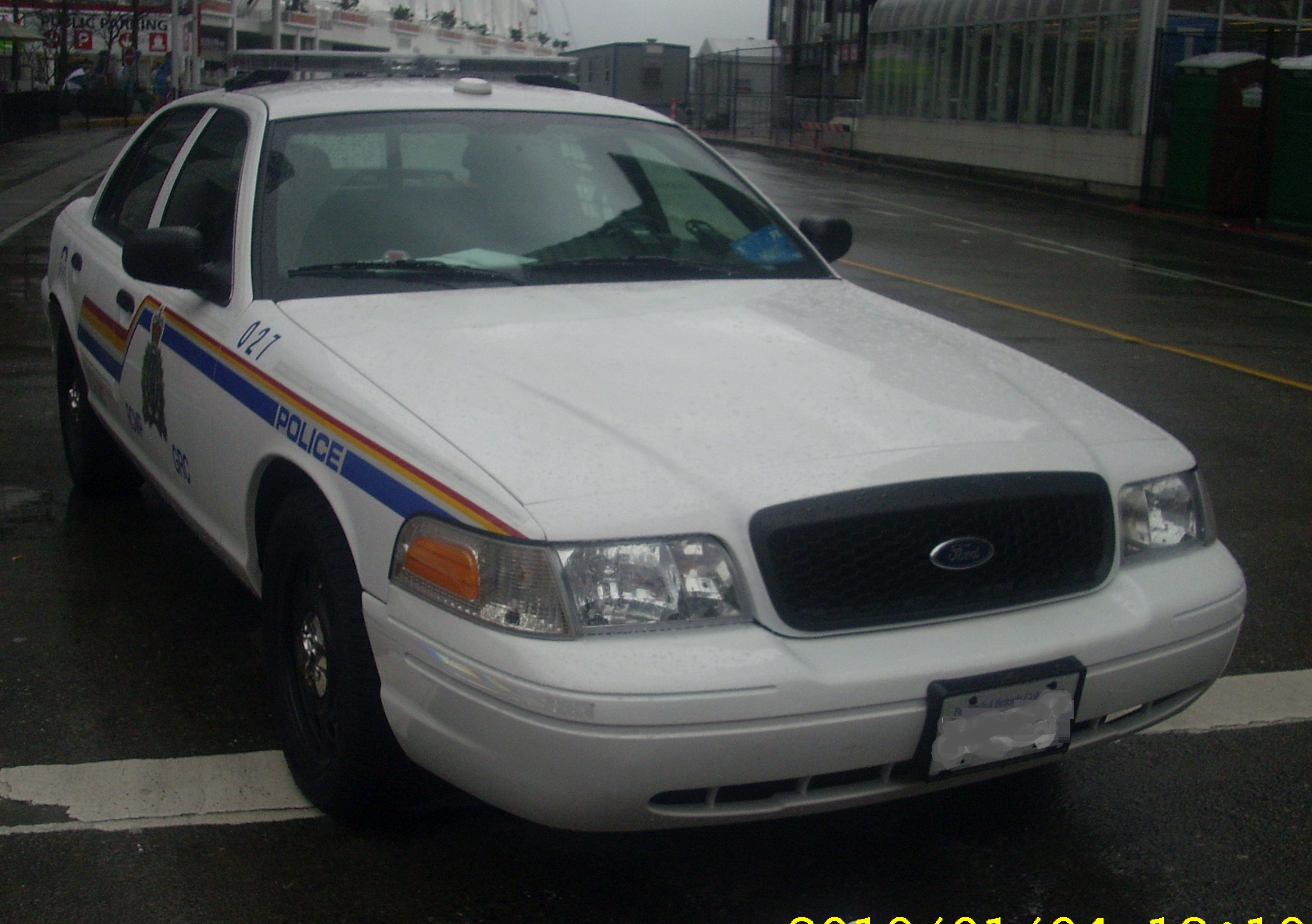
Um Ford Crown Victoria em Vancouver.

Em 1993, a unidade antiterrosrismo da RCMP, a Special Emergency Response Team (SERT) (em tradução livre para oportuguês: Equipe Especial de Atendimento Emergencial), foi transferida para asForças Armadas do Canadá, criando uma nova unidade chamada Joint Task Force Two (JTF2) (Serviço Articulado Força Dois). A nova unidade herdou equipamentos e a base de operações da SERT localizada próxima da cidade de Ottawa.
A Real Polícia Montada Canadense esteve envolvida na formação e no apoio logístico para a Polícia Nacional do Haiti desde 1994. Essa ajuda da RCPM tornou-se uma questão controversa para o Canadá devido as alegações de violações generalizadas dos direitos humanos por parte da Polícia Nacional do Haiti. Ativistas canadenses protestaram pedindo o fim da ajuda da RCMP a formação da Polícia do Haiti. A RCMP também forneceu apoio e treinamento no exterior em missões de paz e também no Iraque.
Em 3 de março de 2005, quatro oficiais de RCMP foram mortos a tiros durante uma operação para recuperar os bens roubados e investigar uma possível plantação de maconha aos arredores de Rochfort Bridge, Alberta. O acusado dos assassinatos, Jim Shooter Roszko, de 46 anos, em seguida suicidou-se. Foi único episódio em que mais de um policial da RCPM morre durante uma ação policial desde a Rebelião de Saskatchewan. Um dos quatro políciais mortos tinha entrado na corporação a somente 17 dias.
Em 29 de outubro de 2005, o policial Paul Koester atirou e matou o jovem Ian Bush enquanto ele encontrava-se sob custódia. Uma investigação interna resultou na tomada de nenhuma decisão contra a ação do policial. Entregue isso a um inquérito público, foi recomendando que os policiais da RCPM se abstenham em realizar inquéritos internos tratando-se de incidentes fatais entre a RCPM e o público.
Em 7 de julho de 2006, dois oficiais da RCPM foram mortos a tiros perto de Mildred, Saskatchewan. O assassino foi Curtis Dagenais, de 41 anos, que ficou desaparecido até o dia 18 de julho. Curtis Dagenais foi posteriormente condenado por duas acusações de homicídio e uma outra de tentativa de homicídio a um terceiro policial que chegou logo após o tiroteio inicial.
Em 2006, o 9º distrito da Guarda Costeira dos Estados Unidos e a RCMP começaram um programa chamado "Shiprider", em que 12 policiais canadenses do destacamento da RCMP em Windsor e 16 agentes da Guarda Costeira norte-americana começaram a patrulhar a região costeira a partir de Michigan com a intenção de aplicar uniformemente do patrulhamento marítimo internacional.
Em 6 de dezembro de 2006, o Comissário da RCPM Giuliano Zaccardelli renunciou ao posto um dia depois de informar ao Comitê Permanente de Segurança Pública e Segurança Nacional da Câmara dos Comuns que o seu testemunho anterior sobre o Caso da deportação do engenheiro sírio Maher Arar foi impreciso. A RCPM tinha dado informações errôneas para os EUA sobre o canadense de origem síria Maher Arar. As informações resultaram na deportação por suspeita de ligação com terrorismo para a Síria do engenheiro nos EUA quando estava indo de volta para a sua casa em Montreal. Na Síria, o engenheiro ficou detido durante 10 meses sob torturar e obrigado a assinar uma falsa confissão afirmando sua ligação com terroristas. Anteriormente a renúncia do Comissário Giuliano Zaccardelli, ele mesmo emitiu um pedido de desculpas a Maher Arar e sua família no dia 28 de setembro do mesmo ano.
| “ | Arar, quero aproveitar esta oportunidade para expressar publicamente a você, à sua esposa e seus filhos como realmente lamento por qualquer parte das ações da RCMP que contribuíram para as terríveis injustiças que você experimentou e da dor que você e sua família sofreram | ” |

Em 26 de janeiro de 2007, após meses de negociações entre o governo canadense e o Conselho Canadense Jurídico de Maher Arar, o primeiro-ministro Stephen Harper emitiu um pedido formal de desculpas "por qualquer funcionário canadense por ter responsável pelo que aconteceu com o Sr. Arar, Mazigh Monia e sua família em 2002 e 2003". Arar anunciou que iria receber 10,5 milhões dólares para solução do seu tormento e um adicional de 1 milhão de dólares para as custas judiciais.
Em 6 de outubro de 2007, o policial Christopher John Worden of Hay River Detachment foi baleado e morto na região de Hay River (Terrotórios do Noroeste) quando estava a serviço. Um mandado de prisão foi emitido para todo o país para Emrah Bulatci, considerado responsável pelo crime, sendo detido em 12 de outubro em Edmonton, Alberta.
No 14 de outubro de 2007, Robert Dziekański, um emigrante vindo da Polônia, foi morto no Aeroporto Internacional de Vancouver. O emigrante não conseguiu ir até a alfândega após oito horas de procura, devido a não falar inglês, ficando assim agitado e ansioso. Quatro policiais de RCMP foram chamados depois que o emigrante tirou da mesa e jogou um computador ao chão. Durante a sua prisão, Robert foi eletrocutado pelo menos duas vezes. Ao cair, ele foi mantido no chão, algemado pelos policias e atendido pelos paramédicos. Porém, durante o atendimento, os paramédicos descobriram que o emigrante estava morto. O incidente foi filmado e liberado ao público, resultando em revolta da ação da RCMP sobre um homem desarmado. O caso de Robert Dziekański provocou um debate considerável sobre o uso de armas de eletrochoque no policiamento.
Em 6 de outubro de 2007, o policial Doug Scott, de 20 anos, foi morto na região de Kimmirut, Nunavut) ao deter um possível motorista alcoolizado. O policial estava em serviço somente a seis meses.
Em 2007, a Real Polícia Montada do Canadá foi considerada a principal fonte de notícias canadenses do ano pela Canadian Newsmaker of the Year, evento organizado pela imprensa canadense.

## Uniforme

### História da vestimenta

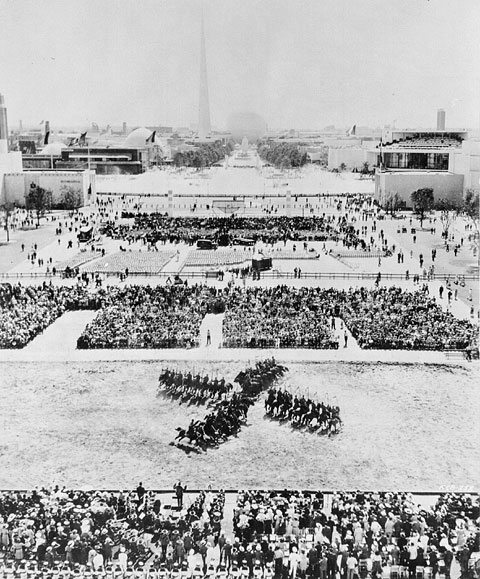
Cavaleiros da RCMP executando performance de cavalgada na Feira Mundial em 1939.

A RCMP é famosa pela suas distintas fardas vermelhas conhecidas como Review Order. A farda é constituída de um colarinho de túnica cor escarlate, meia-calça azul com uma faixa amarela no pé, um cinto largo de couro apoiado por uma cinta  que atravessa o ombro esquerdo, botas de montaria de cor marrom (em alguns casos com esporas, um chapéu largo com abas planas, e luvas de cor marrom (luvas de couro marrom para motoristas de viaturas e pilotos de aviões e helicópteros). O uniforme é usado pela tropa montada para realizar as famosas shows musicais de cavalgada realizados pela RCMP desde 1887 como forma de promover a imagem da organização. No show, os policiais mostram suas habilidades na condução e manejo na cavalaria, acompanhados por músicas em todo o espetáculo. Nas funções normais, nas ruas, a RCMP utiliza métodos padrões de policiamento, uso de equipamentos e uniformes. Os cavalos ainda são usados, porém para operações cerimoniais, como a escolta do Governador Geral até entrada do Parlamento para iniciar as atividades do mandato.
A túnica vermelha da farda, identificou inicialmente o NWMP e mais tarde o RNWMP e a RCMP é inspirada na farda normal dos militares britânicos. A NWMP foi que originalmente confeccionou o uniforme, porém fora de lojas especializadas em vestimentas militares. Isso resultou, primeiramente, em fardas com vários estilos de túnicas, embora o estilo mais tarde foi padronizado. Este estilo foi utilizado tanto para enfatizar a natureza da força britânica e diferenciá-lo dos uniformes azuis dos norte-americanos. As dragonas azuis nos ombros foram adicionados em 1920, muito tempo depois de o Rei Eduardo VII concedeu o reconhecimento real pelo seu serviço na Segunda Guerra dos Bôeres, substituindo assim as aparadas tiras douradas e vermelhas do uniforme anterior. Atualmente, os policiais da RCMP, sob a categoria de inspetor, usam uma representação azul de "armadura de pescoço", enquanto os funcionários acima do inspetor (incluindo o comissário), tem uma sólida cor azul no colarinho, juntamente com uma cor azul no punho da manga.
Inicialmente, a NWMP usava calças de cor amarela. Com o tempo, o uso dessas calças foi substituídas por calças escuras azuis com faixas amarelas na lateral externa de ambas as pernas. Os policias da NWMP eram conhecidos por trocar o conjunto da farda (ou uma parte dela) com os oficiais da cavalaria dos EUA localizados na fronteira e supõe-se que essa foi uma das causas para a troca da cor das calças. No entanto, as calças azuis no início tinhas uma faixa branca, e não uma faixa amarela, somente sendo usado o padrão atual mais tarde seguindo a ideia de inspirar da cavalaria britânica, que possuía calças azuis com faixas amarelas.
O largo chapéu de abas planas não foi adotado oficialmente até aproximadamente o ano de 1904. Embora as tropas da NWMP usaram o largo chapéu no jubileu de diamante da Rainha Vitória, o chapéu não era um tem oficial da vestimenta. Durante o verão, as tropas em serviço usavam um capacete britânico. O problema do respectivo capacete refere-se a não praticidade que ele proporcionava aos policias, e por isso, os policias da NWMP do oeste do Canadá usavam um chapéu similar com o usado atualmente para o patrulhamento de acampamento na região de atuação e patrulha. O Major Sam Steelle é considerado por muitos responsável pela introdução do chapéu e, quando ele deixou o Canadá para comandar tropas da RCMP na Segunda Guerra dos Bôeres, o major também adotou o chapéu para ele e suas tropas. No outro ponto, no inverno, o capacete usado no verão não era suficiente para proteger-se do duro frio do Canadá, sendo usado anteriormente um chapéu de  pêlos de animais conhecido por Busby.

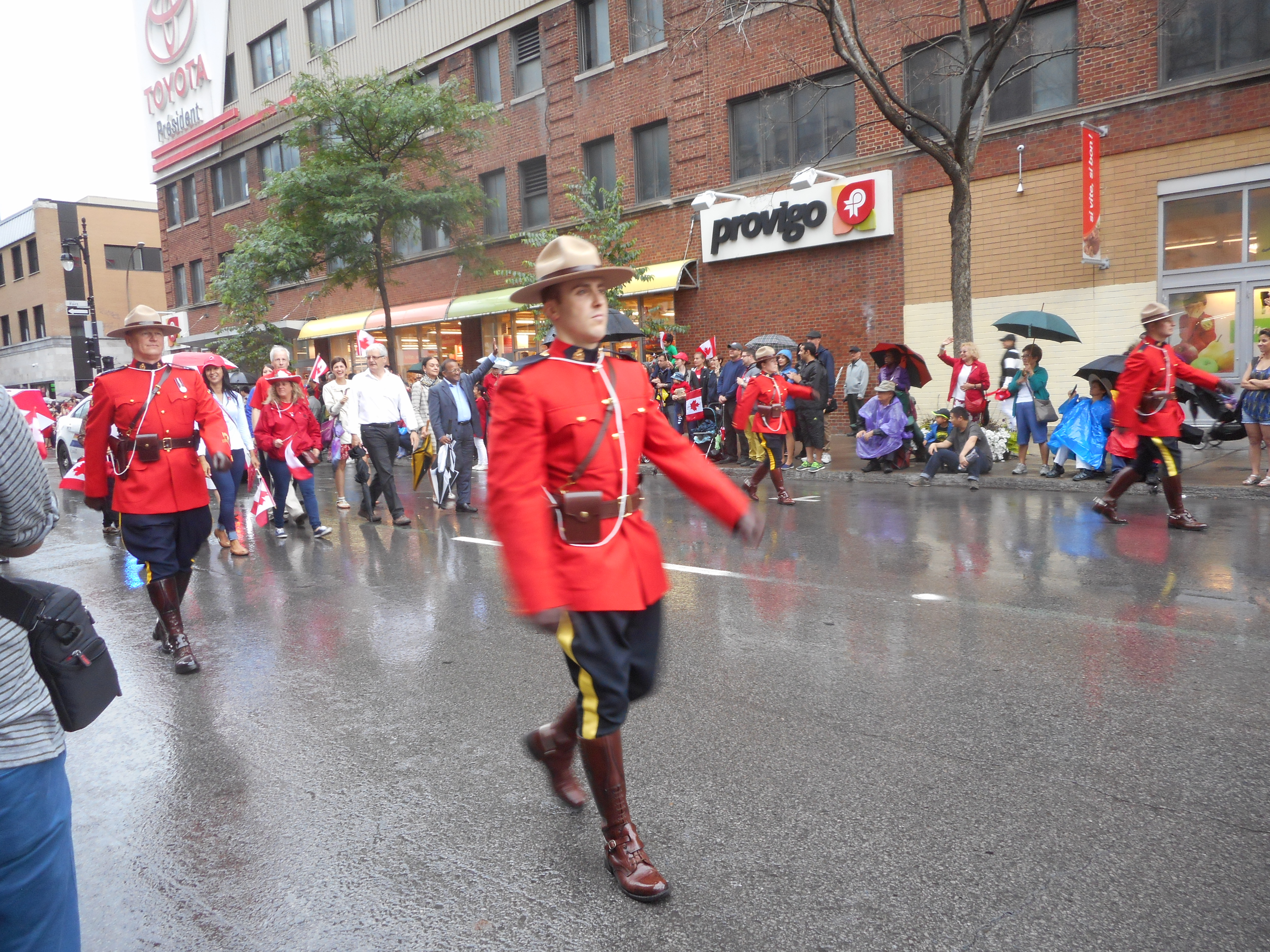
Oficiais durante um desfile com o uniforme tradicional.

As botas negras foram alterados para o marrom estilo moderno. As cintas (com o apoio pelo ombro direito) foram alterados posteriormente pelo marrom usado atualmente. A cor marrom das botas usado com a farda vermelha é oriundo vem através da aplicação de numerosos polimentos, muitas vezes durante a sua confecção no depósito de vestimentas da RCMP.

### Uniforme atualmente
O uniforme diário é composto por uma camisa cinza acompanhada de uma gravata azul-escuro. A calça azul-escura é acompanhadas com cinta de cor dourada, botas de patrulha normais conhecidos como "ankle boots", além de seu equipamento de trabalho e um chapéu normal usado pelos policiais do Canadá. Os policiais membros do serviço operacional usam uma jaqueta azul com um tecido especial que permite a respiração e facilita a transpiração, enquanto uma jaqueta azul-escura é usada pelos sargentos e alguns oficiais não comissionados que estão geralmente envolvidos em treinamento de recrutas ou em algum esclarecimento a imprensa. O uso de camisa branca e uma jaqueta de patrulha pelos oficiais poderá depender de suas funções. As camisas de manga curta são usadas por todos os membros, porém sem o uso da gravata, durante o verão. As vestimentas de inverno consistem de uma camisa de manga longa e gravata para todos os membros, e dependendo do clima ou de uma necessidade de deslocamento a regiões hostis, botas pesadas, casacos de inverno e o Busby (esse último em desuso). Na Colúmbia Britânica, o chapéu tem um aro formado por uma pele de urso.

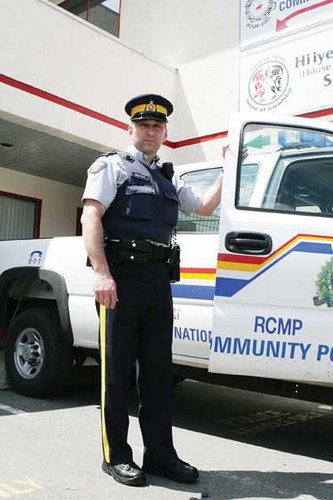
Uniforme diário.

Em 1990, Baltej Dhillon Singh tornou-se o primeiro sikh oficial da RCMP e estava autorizado a usar um turbante no lugar dos tradicionais chapéus. Em 15 de março, o governo do Canadá, apesar de protestos, decidiu que os sikhs membros da RCMP estavam autorizados a usar turbante durante o serviço.

## Mulheres na RCPM

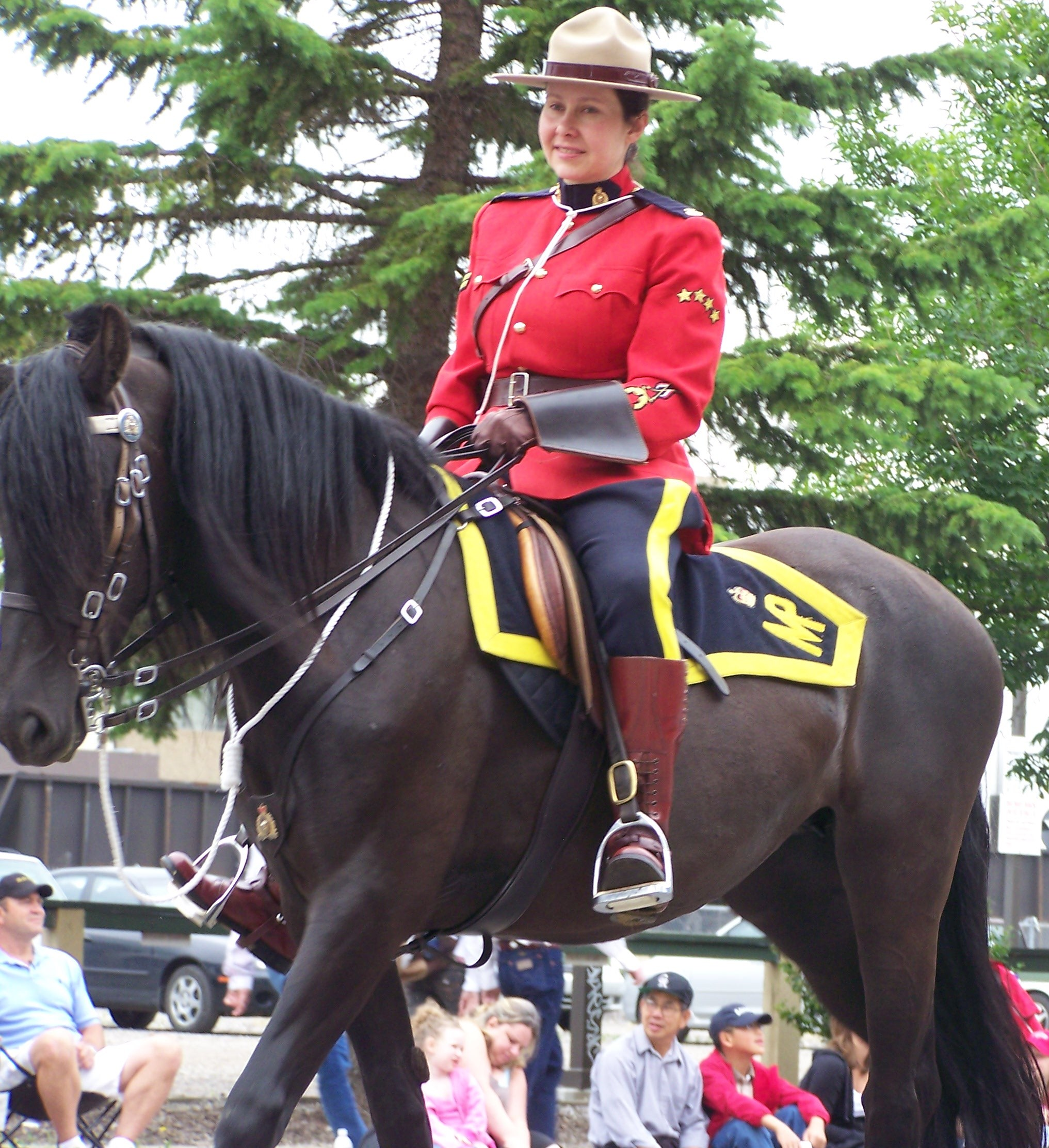
Uma oficial da RCMP montada em um cavalo no Calgary Stampede Parade 2008, em Calgary.

Em 23 de maio de 1974, o Comissário MJ Nadon anunciou que a organização começaria aceitar o recrutamento demulheres como membros da força policial montada. Isso abriu as posições que tinham sido previamente reservados para os membros desexo masculino. Em 18 e 19 de setembro de 1974, a tropa 17 da RCMP foi a primeiro grupo a ser formado por  mulheres para treinamento regular. Essa tropa formou-se em 3 de março de 1975. Após um período inicial de serem obrigadas a usarem equipamentos e uniformes diferentes dos policiais do sexo masculino, as mulheres receberam uniformes padrão da RCMP e, logo, todos os funcionários são vestidos da mesma maneira sem distinção de sexo. Todavia, o uniforme cerimonial para as policiais é atualmente constituída por uma saia longa azul e um calçado com um salto maior. As policiais do sexo feminino também portam uma pequena bolsa preta quando são ordenadas para marchar. A outra exceção do uniforme é o uniforme oficial usados quando as  mulheres encontram-se grávidas, sendo atribuídas, nesse caso, a tarefas administrativas.
Em 1981, a primeira mulher foi promovida a cabo e também ouve a primeira participação de mulheres nos musicais de apresentação da RCMP. Em 1987 foi promovida a primeira mulher para patrulhar os pontos de fronteira. Em 1990 foi nomeada a primeira mulher como comandante de destacamentos. Em 1992 foi nomeadas as primeiras oficiais do sexo feminino e em 1998 foi nomeada a primeira mulher oficial assistente.
Entre o período de 15 de dezembro de 2006 e 6 de julho de 2007, Beverley Busson serviu como comissária interina da RCMP, fazendo-a a primeira mulher a ocupar o mais alto cargo da organização. Ela foi substituída pelo atual comissário William J.S. Elliott no dia 6 de julho de 2007, sendo que Elliott tornou-se o primeiro civil a liderar a RCMP.

## Regimento de Dragonas
Embora a RCMP seja uma força policial civil, em 1921, após os serviços de muitos dos membros da organização durante a Primeira Guerra Mundial, o Rei Jorge V agraciou a organização com um estatuto para a formação de um regimento de dragonas, conferindo-lhe o rei como forma de mostrar as honras de batalha que tinham sido concedidos a RCMP.

### Serviços em tempos de guerra
Durante a Segunda Guerra dos Bôeres, os membros da NWMP foram afastados para lutar em dois batalhões: a Canadian Mounted Rifles e a Lord Strathcona's Horse. A Canadian Mounted Rifles, que consistia pela maioria dos membros da NWMP, foram manejados para as batalhas da Segunda Guerra dos Bôeres na África do Sul. Como forma de gratificação e destacar a equipe, oRei Eduardo VII honrou a NWMP mudando o nome para Royal North-Esst Mounted Police em 24 de junho de 1904.
Durante a Primeira Guerra Mundial, a RNWMP realizou o patrulhamento de fronteiras e a vigilância de inimigos estrangeiros, dentro da execução da regulamentação sobre a segurança nacional do Canadá. No entanto, os oficiais de RNWMP serviram também no exterior. Em 6 de agosto de 1914, uma esquadra de voluntários da RNWMP foi criada para servir com a esquadra canadense Light Horse, que encontrava-se na França. Em 1918, mais duas esquadras foram levadas: o Squadron A para servir na França e nos Flandres, e o Squadron B para servir na Canadian Siberian Expeditionary Force, localizados na Sibéria.
Em 1939, a esquadra No.1 Provost Company foi criada pela RCMP para o serviço na Europa e durante a Segunda Guerra Mundial foi designada para combate sob o nome Canadian Forces Military Police.

### Realizações
A RCMP recebeu o status de um regimento de dragonas em 1921 e com o seu estandarte apresentado pela primeira vez em 1935. Como um regimento de dragonas, a RCMP tinha o direito de usar as honras de batalha para o seu serviço durante as guerras bem como levar um estandarte. A RCMP montou uma guarda real durante a uma parada de esquadras montadas em 1937, sendo levados até a coroação doRei Jorge.

#### Honras de batalha
- Rebelião de Saskatchewan em 1885;
- Segunda Guerra dos Bôeres em 1900 até 1902;
- Primeira Guerra Mundial expedições na França, Sibéria e Flandres entre 1918 e 1919;
- Segunda Guerra Mundial na Europa entre 1939 a 1945.

## Estrutura interna
A organização da RCMP, além do uniforme e ações oriundas do Exército Britânico, também herdou desta a organização a administração civil e hierárquica. Boa parte da contratação de pessoal é feita através de concursos, sendo os mais expressivos para os cargos de policiais e sargentos, onde na maioria das vezes são para cargos com atuação regional. Além de recursos para policiamento, a RCMP contrata sob esse método os policiais especiais, membros civis e agentes. Cargos acima de inspetor são preenchidos por nomeação pelo Governador Geral do Conselho de Ministros do Canadá
| Grau Hierárquico      | Número de policiais da RCMP (19 de dezembro de 2009)] |
| --------------------- | ----------------------------------------------------- |
| Comissário            | 1                                                     |
| Vice-Comissário       | 8                                                     |
| Comissário Adjunto    | 26                                                    |
| Superintendente Chefe | 56                                                    |
| Superintendente       | 186                                                   |
| Inspetor              | 433                                                   |
| Sargento de corpo     | 1                                                     |
| Sargento              | 6                                                     |
| Major                 | 16                                                    |
| Sargento-Major        | 928                                                   |
| Sargento              | 2 090                                                 |
| Cabo                  | 3 570                                                 |
| Policial              | 11 594                                                |
| Policial Especial     | 74                                                    |
| Membros Civis         | 3 607                                                 |
| Servidores Públicos   | 6 102                                                 |

### Membros Civis
Os membros civis são contratados para dar assistência a RCMP em investigações e na administração. O corpo civil da RCMP é contratado pelas suas competências. A RCMP costuma direcionar os civis contratos para os seguintes cargos:
Ciência Forense
- Toxicologia
- Química
- Bioquímica
- Direito

Técnicas
- Impressão Digital
- Instrumentação
- Documentação
- Combate a pirataria
- Arma de fogo
- Eletrônica
- Informática
- Comunicação
- Telecomunicação

Administração
- Relações Públicas
- Administração
- Recursos Humanos
- Tradução
- Polícia Tecnológica

## A RCMP na cultura canadense

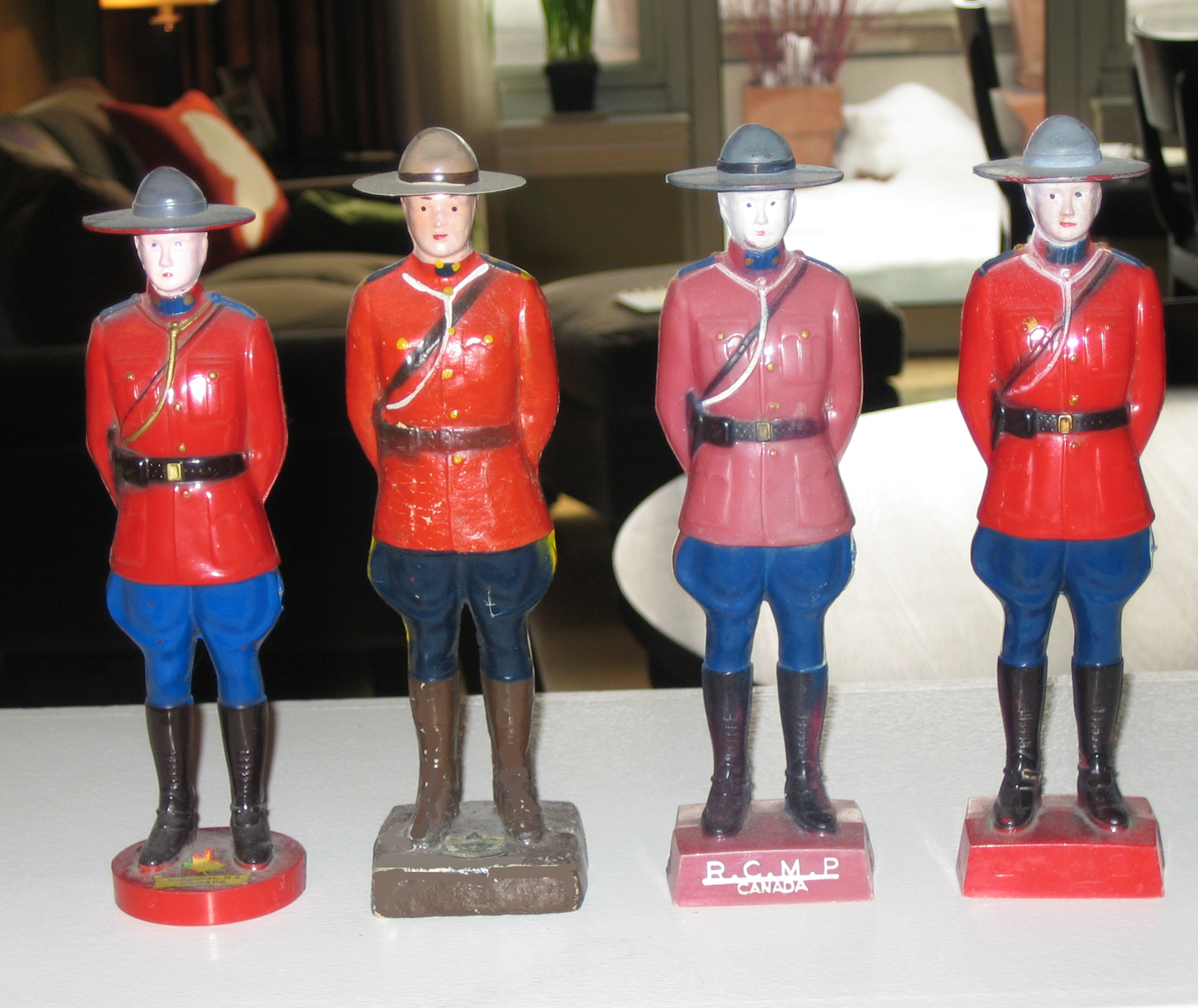
Estátuas de policiais da RCMP de diferentes partes do Canadá.

Devido a sua peculiar vestimenta e importância no país, os mounties são considerados símbolos da cultura canadense. Em vários filmes de Hollywood, a representação de policiais da RCMP ocorre em enredos que envolvem o Canadá ou alguma situação de fronteira, e os policiais são representados pelos atores como pessoas educadas, estoicas e de queixo quadrado.
Há um extenso uso da imagem dos policias e da cavalaria da RCMP, desde chaveiros e pequenas estátuas a até mesmo a venda itens da vestimenta dos Mounties, como o inconfundível chapéu. Devido a isso, a RCMP instituiu a Mounted Police Foundation, responsável pelo monitoramento e qualidade desses produtos e evitar qualquer uso indevido da imagem da organização. Porém, até o ano de 2000, a RCMP teve como principal consultor jurídico e gestor sobre o licenciamento de imagem e marcas da organização e de marketing a Walt Disney Co. (Canada) Ltd, filial canadense da The Walt Disney Company. Houve várias controvérsias e especulações sobre tal consultoria, temendo alguns que o acordo entre a Walt Disney e a RCMP pudesse ameaçar a autonomia da polícia montada de qualquer outra organização a não ser o governo canadense. Com o término do contrato, a gestão de direitos voltou as mãos da RCMP.